# Chiesa di Santa Maria della Pace (Scandolara Ravara)
La chiesa di Santa Maria della Pace  conosciuta come Chiesa Vecchia è un luogo di culto cattolico, di Scandolara Ravara, in provincia e diocesi di Cremona; fa parte della zona pastorale 4 ed è suffraganea della parrocchiale di Santa Maria Maggiore.
La chiesa ospita affreschi eseguiti tra la fine del XV secolo e la seconda decina del XVI secolo di artisti differenti di importante interesse artistico.

## Storia
L'edificio risalente al XV secolo non corrisponde all'originale edificazione della chiesa che risulta documentata già presente sul territorio nel 1132. Fino al 1643 compì la funzione di chiesa parrocchiale della comunità, anno in cui fu edificata la nuova chiesa. Il documento fatto risalire al 1132 cita una chiesa dedicata alla Madonna e soggetta al giuspatronato del monastero cluniancese di San Gabriele di Cremona soppresso nel 1562. La nuova chiesa fu edificata più prossima al centro urbano, e quindi più comoda per gli abitanti che presto abbandonarono la Chiesa Vecchia.
Sempre del XII secolo, risulta che l'imperatore Federico Barbarossa ne chiedesse l'ampliamento. Di questo rimane una indicazione sul sottarco destro della cappella intitolata alla Vergine delle Grazie: Una acquasantiera identificabile d'epoca romana, e conservata nel Museo Archeologico di Milano, confermerebbe l'ipotesi che anticamente l'edificio fosse un tempio pagano, adattato poi alla religione cristiana con la dedicazione alla Madonna. L'edificio fu poi rimaneggiato nel XV secolo, con l'aggiunta della navata mentre la zona presbiteriale rimane sicuramente la più antica.

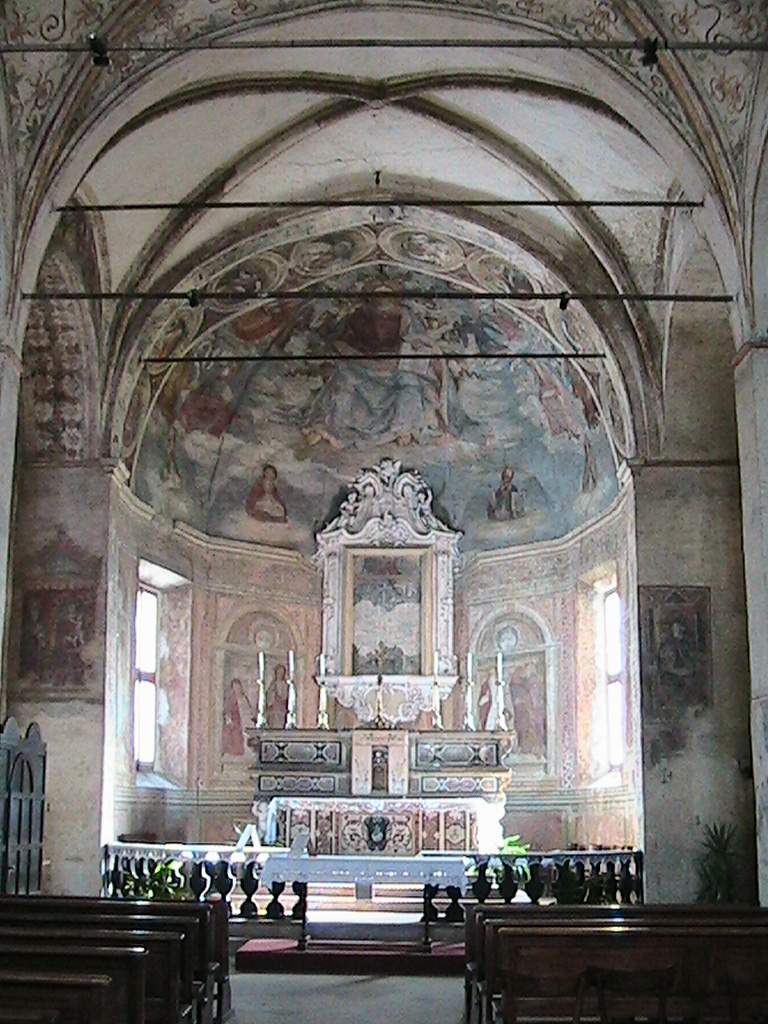
Abside e altare maggiore dell' antico Tempio chiamato "Chiesa Vecchia" a Scandolara Ravara

## Descrizione
La chiesa è decentrata rispetto alla località di Scandarola Ravara, di fronte alla zona cimiteriale. 
L'edificio è leggermente rialzato rispetto al territorio, questo gli garantiva una certa salvezza delle esondazioni del Po che scorreva non troppo lontano dall'edificio. Si consideri che la località anticamente era chiamata Scandolara Ripa Po come documentato nel 1211. Su questo fatto vi sono narrate oralmente numerose leggende, quasi che si considerasse miracoloso che le numerose e serie esondazioni avessero sempre lambito la chiesa senza mai entrarvi.  Vi era in prossimità un corpo di fabbrica che è indicato in alcune fonti come «Castellazzo», identificato nel territorio in prossimità. 

### Esterno
L'architettura gotica della chiesa completamente in laterizio presenta la facciata a capanna delimitata da due lesene terminanti con tre cuspidi. La facciata riprende quella quattrocentesca, sempre di Cremona, dedicata a Santa Maria Maddalena. Il portale con l'arco a sesto acuto è una rivisitazione di quello precedente che doveva essere a tutto sesto, ed è chiuso da una cancellata ferrea. La parte superiore ospita una bifora, che dalla documentazione ha sostituito il rosone solo nel XIX secolo. Le due modifiche dovevano dare maggior luminosità all'aula, pur modificandone notevolmente le caratteristiche e l'equilibrio architettonico, ma proprio lo studio della chiesa cremonese di Santa Maria Maddalena, indica come doveva presentarsi originariamente il fronte principale.  La facciata è decorata con gli archetti che ricorrono tutto il fastigio.

### Interno
L'interno a unica navata presenta cappelle laterali di cui solo quella dedicata alla Madonna delle Grazie è sfondata e delimitata da una bassa cancellata in ferro. Gli altari laterali sono inseriti fra due pilastri che reggono gli archi a tutto sesto da cui s'impone la volta a crociera delle cinque campate. Gli affreschi risalenti agli ultimi anni del Quattrocento nonché alle prime decine del Cinquecento, erano stati coperti con la calce, forse a causa delle infezioni bubboniche, sono stati restaurati e riscoperti dal restauratore Marcello Bonomi sono nella seconda metà del Novecento.
Il presbiterio ospita l'altare marmorea opera del 1715 di Luigi Solani.

#### Gli affreschi
La seconda campata ospita sulla volta dell'arco decori a motivi vegetali e nastri e la datazione del 1494, e le medesime decorazioni si presentano sul portico del palazzo Comunale della località, nonché nella chiesa di Santa Maria Maddalena già indicata. Ospita anche il blasone della famiglia Ponzone su fondo rosso e giallo. Probabilmente la nobile famiglia aveva il giuspatronato per un certo periodo della chiesa, con alcuni presbiteri appartenenti alla famiglia che era feudataria di Castelponzone. Un ulteriore stemma con il leone rampante fa riferimento alla famiglia cremonese Fondulo proprietaria di territori della località. Gli affreschi dei santi presenti sulle lesene a carattere votivo, risultano del medesimo periodo, fra questi la Madonna col Bambino e Antonio abate posti a lato della zona presbiteriale. Un ulteriore sant'Antonio abate propone la data del 1494 mentre san Bernardino da Siena è riferibile al 1495. Di queste opere non si conosce l'artista ma sono abbinabili alla medesima mano, probabilmente un artista di provincia che non ha avuto modo di studiare le nuove e grandi rimodulazioni rinascimentali.
Alessandro Pampurino cremonese, è l'artista che maggiormente ha lavorato per la decorazione dei dipinti rinascimentali della zona presbiteriale nei primi anni del XVI secolo con la decorazione del catino ponendo anche la sua firma: “Alexandri Pampurini opus”. La parte ospita il grande dipinto del Redentore con il libro dove è leggile la scritta in greco e latino “Io sono l'alfa e l'omega”, dei Dottori della chiesa: santi Agostino, Gerolamo, Ambrogio e Gregorio Magno con i loro simboli. Segue, dipinti in senso antiorario, la raffigurazione degli evangelisti: Matteo con l'angelo, Marco e il leone, Luca e il toro, a seguire l'aquila con san Giovanni evangelista. La datazione è da considerarsi successiva al 1507 quando Boccaccio Boccaccino aveva realizzato la volta absidale del duomo di Cremona. Seguono poi le raffigurazioni dei profeti nonché dei personaggi biblici che proseguono anche sulla volta dell'arco trionfale. La parte è stata modificata quando è stato inserito il dipinto di Giacomo Guerrini con san Giuseppe col Bambino ospitato nella chiesa di Santa Maria Annunciata di Rivarolo Mantovano.
La seconda campata presenta affrescato il trittico raffigurante i santi Sebastiano e Rocco con al centro il Redentore, accanto è raffigurato san Giliano. La pittura è inserita in una cornice decorata a candelabre e girali, situazioni che l'artista aveva ripreso in altre opere e che erano d'uso nel cremonese. Nella parte inferiore vi è dipinta un'immagine della chiesa stessa con un castello, anche se non identificato. Questa parte conserva la datazione del 1513 e la scritta “Noscere forte putas si me te decipis astra / cum tanges clares noscere nec poteris” (Se, per caso, tu credi di conoscere me, ti sbagli: anche quando li toccassi, non potresti conoscere gli astri). Il brano è tratto dal testo di Panfilo Sasso del 1499. Del medesimo anno è la raffigurazione della Madonna col Bambino tra i santi Rozzo e Gerolamo posto nella quarta campata. La medesima ospita l'immagine di sant'Antonio da Padova e santa Lucia inseriti in una cornice con l'immagine della Madonna seduta su di un piedistallo. Anche questo riporta la scritta: “Quod clausi parvo non clausi pectore celum / exiguus venter non capit atque capit” (Ciò che ho racchiuso nel piccolo petto non l'ha racchiuso; l'angusto ventre non contiene il cielo, e insieme lo contiene).  Sul lato destro vi è l'immagine di san Rocco e nella parte superiore vi è la raffigurazione della Madonna in trono col Bambino. Questo particolarmente interessante presenta nel trono la presenza di cornucopie colpe di frutti. Entro una nicchia a conchiglia vi sono altre raffigurazioni di santi, mentre l'immagine di san Francesco ospita la scritta della committente moglie di Angelo Alessandri, certa Giovanna e la datazione del 1519. 

#### Cappella della Madonna
La cappella intitolata alla Madonna è la sola sfondata e delimitata da una cancellata ferrea ottocentesca. Si presenta nella forma neoclassica realizzata nel 1775, pur mantenendo gli affreschi eseguiti nel 1665 da Giovan Battista Trotti. Questa ospita sull'altare l'immagine della Madonna col Bambino proveniente da una parte differente della chiesa e spostata sull'altare solo nel 1664. L'opera, considerata miracolosa, fu voluta da Elisabetta Alessandri come indicato nella scritta posta sulla porta superiore. Accanto all'immagine della Vergine vi sono i misteri del rosario. Sulla volta vi sono raffigurati due santi domenicani.